# Viktor Christenko
Viktor Christenko (ryska: Виктор Борисович Христенко), född 28 augusti 1957 i Tjeljabinsk, är en rysk politiker.
Christenko utsågs av Vladimir Putin till tillförordnad premiärminister 24 februari 2004; han avgick 5 mars 2004. Sedan 9 mars 2004 är han Rysslands industri- och energiminister. Hans fru Tatiana Golikova är hälso- och socialminister sedan september 2007. 